# Cuno von Pyrmont und von Ehrenberg
Cuno von Pyrmont und von Ehrenberg (* um 1380; † vermutlich 1447) war Herr der kleinen reichsunmittelbaren Herrschaften Pyrmont in der Eifel und Ehrenberg zwischen Untermosel und Mittelrhein. Sein Bildnis als betender Ritter und Stifter in einem der früheren großen, dreibahnigen Glasfenster der Karmeliterkirche von Boppard ist ein vielfach zitiertes Beispiel für die spätmittelalterliche Stifterdarstellung in der Kunst des Mittelrheins. (Abb. 1)

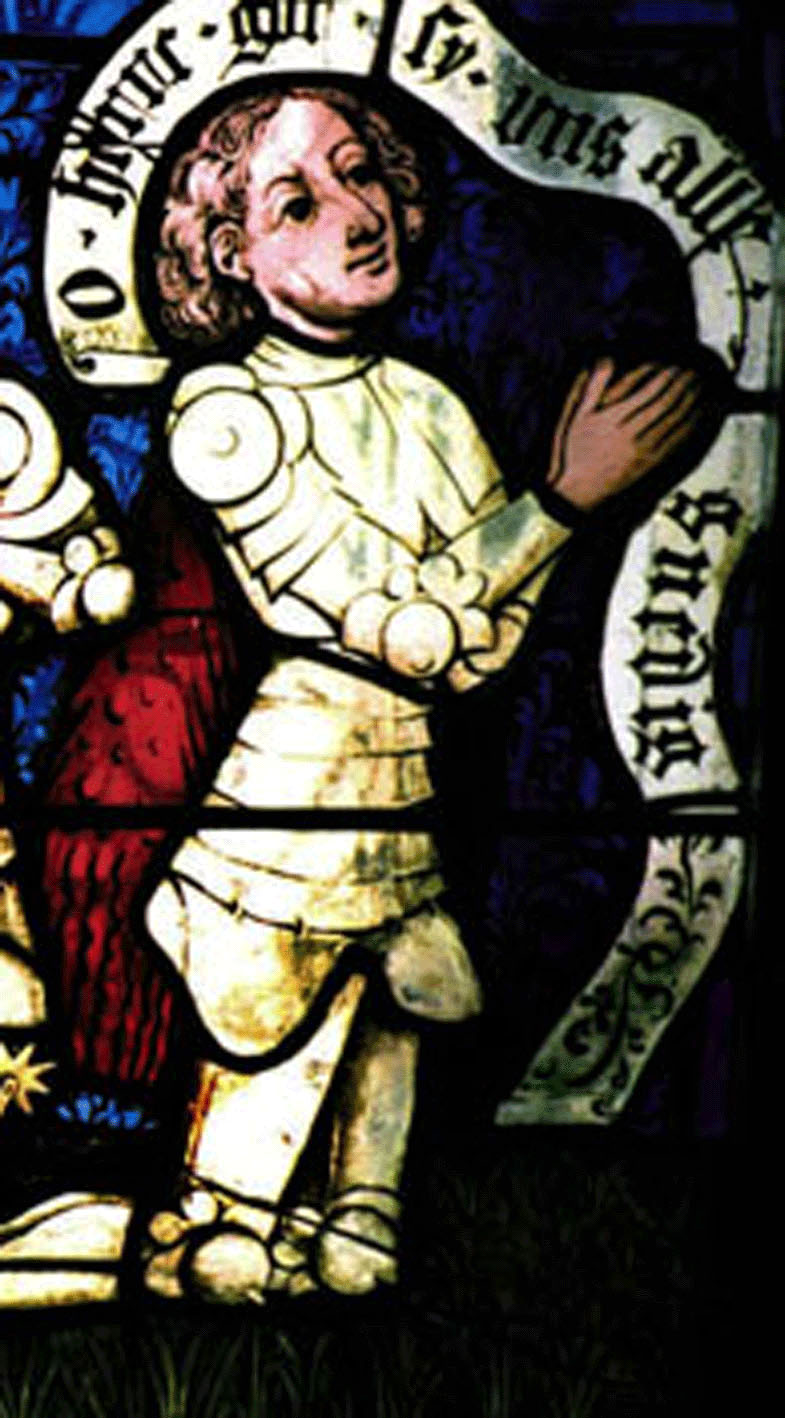
1.Cuno von Pyrmont und von Ehrenberg, 1446. Detailansicht aus ehem. Fenster der Karmeliterkirche Boppard am Rhein

## Herkunft und Familie

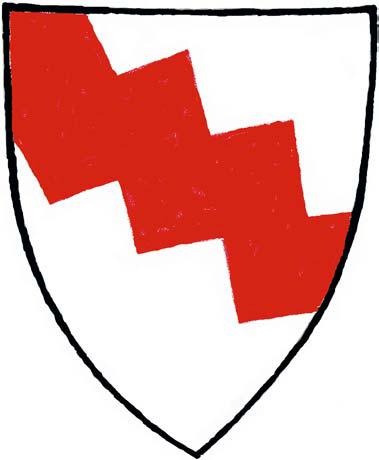
2. Wappen der Herren von Pyrmont aus der Eifel

Cone zuo Permunt und zuo Erenberg, wie er in Urkunden seiner Zeit heißt, entstammt einer Familie de Schonenbergh (auch Beaumont), die ihre Ursprünge in der Ardennen-Region Ösling, im heute ostbelgischem Kreis Malmedy hat. Die Schönburg, die eine Gründung der Benediktinerabtei Prüm in der Eifel gewesen sein soll, war ihr Stammsitz. 1138 urkundet ein erster Cuno von Schönberg
Eine Nebenlinie dieser edelfreien Familie errichtete vermutlich Ende des 12. Jahrhunderts, unweit der Burg Eltz, auf pfalzgräflichem Boden die Burg Pyrmont im Elztal. Die Elz bildet den südwestlichen Rand des fruchtbaren Maifeldes, in dem der Rheinische Pfalzgraf Heinrich II. von Laach, aus der Familie der Grafen von Luxemburg, Anfang des 11. Jhs. die Benediktinerabtei Maria Laach gegründet hatte.
Die familieneigene Burg Pyrmont (Abb. 4), eine Mühle und nahegelegene Höfe bildeten eine kleine, reichsunmittelbare Herrschaft. Entlang der unteren Mosel und auf den Höhen der angrenzenden Eifel hatten die Herren von Pyrmont zumeist anteiligen Eigen- und Lehensbesitz an Weinbergen, Forsten und Landwirtschaft, Ortschaften und Leibeigenen. Die warmen Quellen von Bad Bertrich gehörten dazu, sie waren Patronatsherren verschiedener Ortskirchen und besaßen die Gerichtsbarkeit über Ortschaften in ihrer Region.
Verwandtschaftliche Beziehungen bestanden fast ausschließlich zu Familien gleichen, niederadligen Standes im Luxemburgisch/Belgischem- und dem Kölner Raum.
Der Name Pyrmont – ursprünglich auch Pirremont, Pirmunt oder Permunt – erscheint 1253 erstmals durch einen Heinrich, Herr von Pyrmont, in seiner heutigen Schreibweise. Der Name soll sich vom keltischen „Baramunda“ ableiten. So wurde der Bergsporn genannt, auf dem die Burg errichtet wurde. Die Namensgleichheit mit der ehemaligen Grafschaft Pyrmont im Weserbergland ist eher zufällig. Eine verwandte Abstammung ist nicht erkennbar.

## Leben
Cuno von Pyrmont urkundet erstmals 1391. Die Pyrmont-Genealogie zählt ihn – nach den (siehe) Europäischen Stammtafeln – als den IX. seines Namens. Seine Eltern waren Heinrich von Pyrmont und Katharina von Gronsvelt. Er heiratete vor 1400 Margaretha von Schönburg (Rhein), Witwe des Winand von Waldeck, die eine Enkelin und Erbin des letzten Herren von Ehrenberg (Untermosel) auf der Ehrenburg (Brodenbach) (Abb. 5) war. Cuno von Pyrmont erbte damit einen 2/3 Lehensanspruch über die Herrschaft Ehrenberg. Er nannte sich wohl ab 1426 dann „Herr von Pyrmont und von Ehrenberg“ als ihm Pfalzgraf Stefan von Pfalz-Simmern-Zweibrücken nach dem Tod seiner Schwiegereltern Schönburg das letzt Drittel an Burg und Herrschaft Ehrenberg übertrug. Ehefrau Margaretha starb bereits 1439. Cuno werden vier Söhne und drei Töchter zugeschrieben. Die in den ehemaligen Bopparder Kirchenfenstern fehlenden Kinder waren möglicherweise zur Zeit der Installation der Fenster bereits verstorben.
Cunos Kinder waren: Cuno, Elsa (⚭ Johann von Schöneck), Heinrich (⚭ Elisabeth de Sombreffe), Johann (⚭ Elsa Boos von Waldeck), Friedrich (⚭ Katharina zu Eltz), Lisa (⚭ Philipp vom Stein zu Nassau) und Agnes (⚭ Johann von Pallandt).
Cuno war Herr über zwei Reichsherrschaften. Er war Vasall des Erzbischofs von Trier, Lehensmann des Rheinischen Pfalzgrafen und Herzogs von Simmern und der Grafen von Sponheim und von Vianden. Im Dienste dieses westdeutschen Hochadels war er zwischen Rhein und Mosel u. a. Amtmann in Simmern, Burggraf auf Kastellaun, Rat der Stadt Boppard und Vogt mehrerer Ortschaften und Höfe der Kölner und Trierer Kirche. Er hatte weit gestreuten Eigen- und Pachtbesitz am Rhein von Boppard bis Sinzig und an der Mosel von St. Aldegund bis Koblenz. In Urkunden lassen sich dazu mehr als ein halbes Hundert Orts- und Hofnamen finden. Ebenso häufig ist seine Erwähnung als Rat und Zeuge in Vertrags- und Prozessurkunden. Höfe und Häuser hatte die Familie in Boppard, Karden, Koblenz und Lahnstein. Cuno hat darum seine beiden Burgen sicher nicht als alleinige Wohnsitze genutzt.
Die wesentlichen Einkünfte wird die Familie aus dem Weinbau und -handel erzielt haben. Eine überlieferte Aufstellung von Drittelpacht-Naturalzinsen auf Pyrmont-Ehrenbergischen Ernteerlöse, z. B. des Jahres 1581, lässt auf einen Gesamtertrag von mehr als 60.000 Liter Wein p. a. schließen.
Cunos Parteinahme für den zum Erzbischof von Trier gewählten, aber vom Papst nicht anerkannten Grafen Ulrich von Manderscheid, verwickelte ihn und seine drei Söhne Heinrich, Johann und Friedrich zwischen 1432 und 1436 in den „Trierischen Krieg“, auch als „Manderscheider Fehde“ bekannt. Die Pyrmonter standen auf der unterlegenen Seite gegen eine Allianz von Kaiser und Pfälzer Kurfürst und verloren 3000 rheinische Gulden versprochenen Soldes.
1441 wurden Herrschaften, Lehensansprüche und Familienbesitz unter den drei Söhnen Cunos geteilt. Sie und ihre Nachkommen nannten sich alle von Pyrmont und von Ehrenberg.
1447 ist vermutlich Cunos Todesjahr. 1438 war bereits seine Frau Margarethe verstorben. Beide sind in Karden a.d. Mosel in oder an der Stiftskirche St. Kastor bestattet. Karden war Archidiakonat des „Unteren Erzstiftes Trier“, ein Verwaltungs-Zentrum an der unteren Mosel. Möglicherweise hatte Cuno dort seinen letzten Wohnsitz nach der Güterteilung mit seinen Söhnen.
Anfang des 16. Jahrhunderts fügt Philipp zu Eltz den Namen Herr von Pyrmont und von Ehrenberg dem seinen an, als er Elisabeth, die letzte von Pyrmont und von Ehrenberg heiratet und die Rechte an beiden Herrschaften erbt.

## Bildnisse

### Stifterbildnis Karmeliterkirche Boppard
(Abb. 1, 6 u. 7) Cuno von Pyrmont und von Ehrenbergs wohl bedeutendste Stiftung war um 1440 ein Fenster zur Verglasung der Karmeliterkirche von Boppard. Cuno ist als jugendlicher Ritter – er ist da mindestens 60 Jahre alt – mit drei Söhnen (alle in vollem Harnisch aber ohne Waffen) in einer Scheibe, und Ehefrau Margarethe mit zwei Töchtern in einer zweiten Scheibe, als betende Stifter dieses „Pyrmont-Fensters“ dargestellt. Auffallend sind die für das 15. Jahrhundert typischen extravagant-langen Radsporen. Zwischen den Stifterscheiben befand sich eine heute leider verschollene Wappenscheibe mit den Schilden der Pyrmont/Ehrenberg- und der Schönburg auf Wesel/Ehrenberg-Familien.
Als Stifter dieser Kirchenfenster werden nach jüngsten Untersuchungen die Zunft- und Handwerkerschaft Boppards, hohe Kirchenvertreter und der Adel der Region angesehen. Cunos Beteiligung an dieser Stiftung ist unbestritten. Welcher Art seine Verbindung zu den Bopparder Karmelitern war, ist bisher nicht bekannt. Seine Zugehörigkeit zu dem Kreis der Stifter lässt aber auf eine angemessene Reputation und eine wirtschaftlich gute Situation schließen.
1818 wurden die Fenster von der Stadt Boppard verkauft und gelangten ab Ende des 19. Jhs. in den internationalen Kunsthandel. Viele Scheiben dieses, „mit zu den prominentesten Zeugnissen der spätgotischen Glasmalerei am Mittelrhein“ zu zählenden Marien-Zyklus, sind inzwischen zerstört oder in Privatbesitz, andere in bedeutenden europäischen und amerikanischen Museen gesammelt (siehe dazu bei Quellen: Gepa Datz, 2008).
Die beiden Stifterscheiben und einige weitere des sog. Pyrmont-Fensters sind – nach mehreren Besitzerwechseln – heute restauriert und im Original, wohl nicht mehr ganz vollständig, im Besitz der katholischen Salve Regina University in Newport/USA. Der US-amerikanische Sammler und Millionär Ogden Goelet hatte sie dort im Treppenhaus seiner Ende des 19. Jhs. im gotischen Stil erbauten Sommervilla „Ochre Court“ installiert (heute Universitäts-Campus).

### Votivkreuz in Brodenbach
(Abb. 8) Ein spätgotisches, 2,50 m hohes Votivkreuz aus hellem Sandstein in einer Hauswand in Brodenbach ist eine weniger bekannte Darstellung von Cuno. Geschmückt mit den Wappen seiner Eltern und Großeltern und dargestellt im Relief als schwertgegürteter, kniend betender Ritter, ist es – trotz erheblicher Altersspuren – ein regionalgeschichtlich wichtiges Kulturdenkmal für die mittelalterliche Selbstverständlichkeit von zugleich ritterlichem Standesbewußtsein und frommer Demut. Es trägt die Jahreszahl „anno 1446“.

### Grabplatte St. Kastorkirche Treis-Karden
(Abb. 9 aus den 1940er Jahren) Eine nahezu lebensgroße Relief-Darstellung von Cuno mit Ehefrau Margarethe ist im Stiftsmuseum von Karden a.d. Mosel in zwei prächtigen, spätgotischen Grabplatten (oder Epitaphe?) aus rotem Sandstein, erhalten. Stilistisch verwandt sind sie mit Grabplatten ihrer Verwandten, den Beyer von Boppard (heute im Bode-Museum Berlin). Für die Heraldik von Bedeutung sind die neun Wappenschilder einer ritterbürtigen Adelsprobe. Sie zeigen die Abstammung und Verwandtschaft mit angesehenen, längst ausgestorbenen Familien aus dem ministerialen, rheinländischen Ritteradel zwischen Maas und Mosel, den Lösenich, Frye von Treis, Gronsvelt, Bongart zur Heyden (auch de Pomerio), Schönburg (auf Wesel) Stamm I und II.

## Wappen

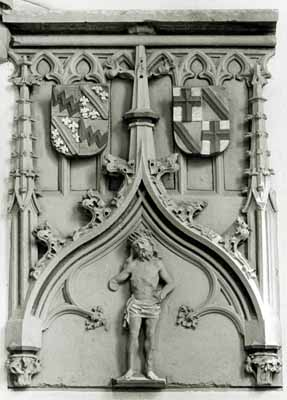
3. Wappen Pyrmont-Ehrenberg (links) und Johann II. von Baden, Bischof von Trier (rechts). Mitte des 15. Jhs. Im Chor der ehem. Ortskirche St. Katharina von Treis a.d. Mosel

(Abb. 2 u. 3) In Weiß (Silber) ein schrägrechts roter Zickzackbalken ist das Wappen der Pyrmont aus der Eifel. In einer Wappenbeschreibung aus der Zeit des Trierer Erzbischofs Balduin von Luxemburg heißt es in altfranzösisch: „D'Argent à la bande vivrée de geules“. Den Zickzackbalken, geschrägt oder gerade, führen in unterschiedlichen Tinkturen mehrere Geschlechter in der Ardennen/Eifel- und Moselregion. Die Herren von Reuland, Manderscheid, Kerpen, Freie von Treis, Winneburg u. a., zeigen damit nicht einen genealogischen Zusammenhang, aber eine gemeinsame Vasallenschaft, möglicherweise zu den Grafen von Luxemburg.
Seit sich Anfang des 15. Jhs. die Herrschaften Ehrenberg und Pyrmont vereinigten, führt die Familie in einem geviertelten Allianzwappen auch das Ehrenbergische Wappen mit dem goldenen Schrägbalken und Lilienkreuzchen als Beizeichen im blauen Feld. (Abb. 3) Zur Tinktur aus der bereits oben zitierten Trierer Wappenbeschreibung von 1340 heißt es: „D'Azur à la bande d'or“. Die Beizeichen führte ein jüngerer Familienzweig ab der Mitte des 14. Jhs. im Wappenschild.

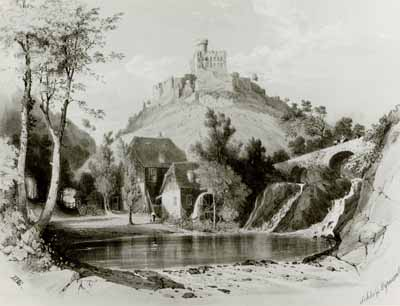
4. Burgruine und Mühle Pyrmont im Elztal um 1840. Steindruck nach J.D. Glennie.
5. Burgruine Ehrenburg um 1850. Zeichnung zu einer vermutl. englischen Reisebeschreibung.
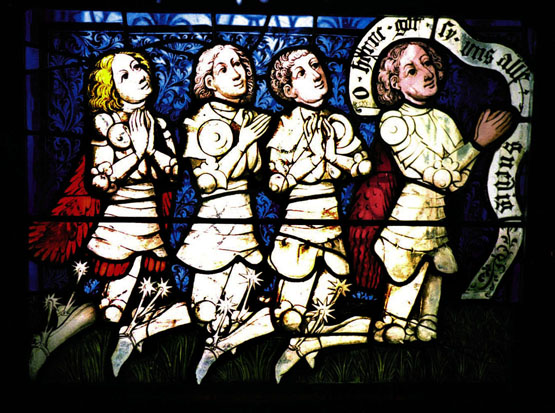
6. Cuno von Pyrmont und von Ehrenberg mit Söhnen. Aus dem ehem. Pyrmont-Fenster der Karmeliterkirche (Boppard).
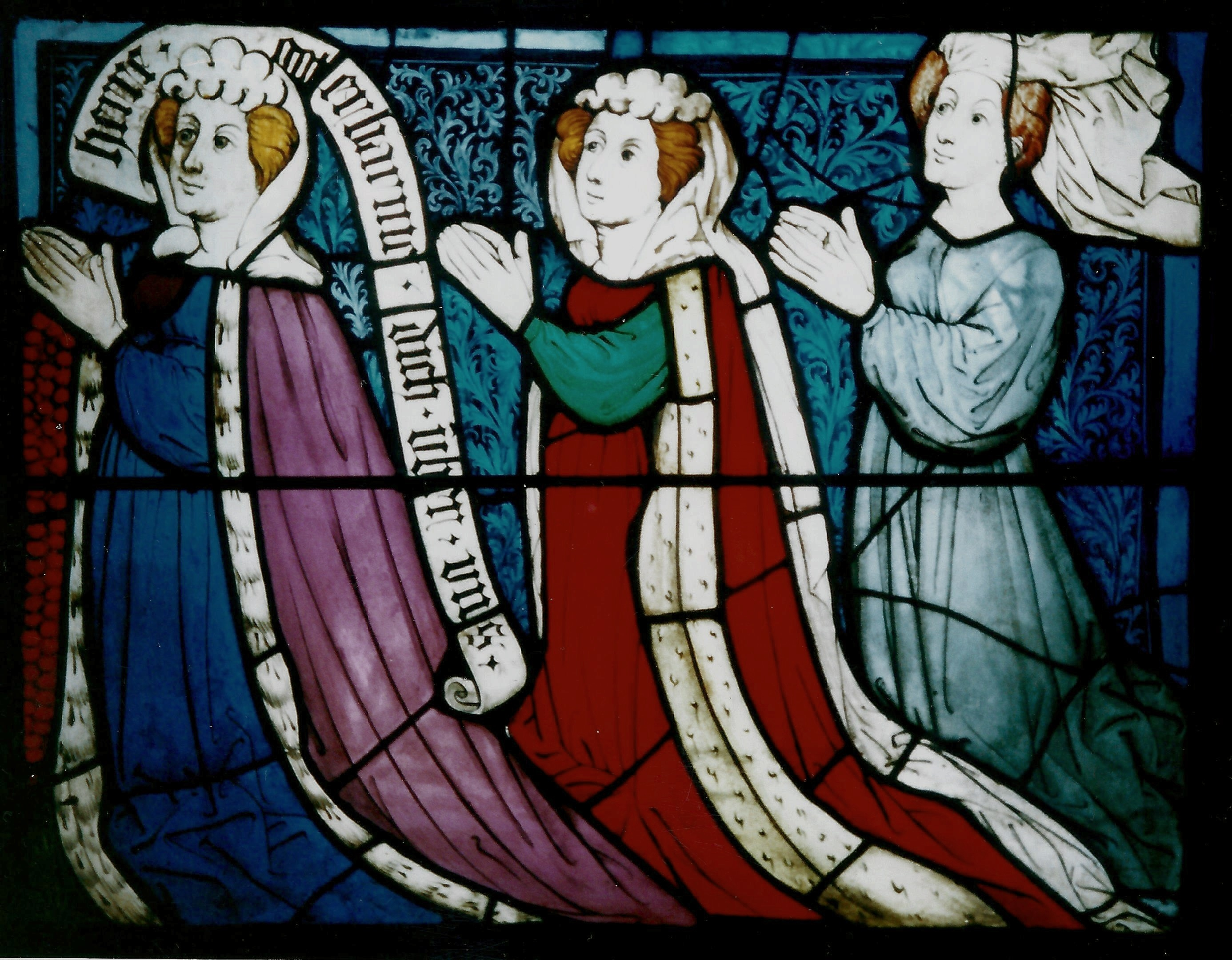
7. Aus gleichem Fenster: Ehefrau Margarethe und zwei Töchter. Ganz rechts möglicherweise Tochter Lisa in Ordensschwestertracht.
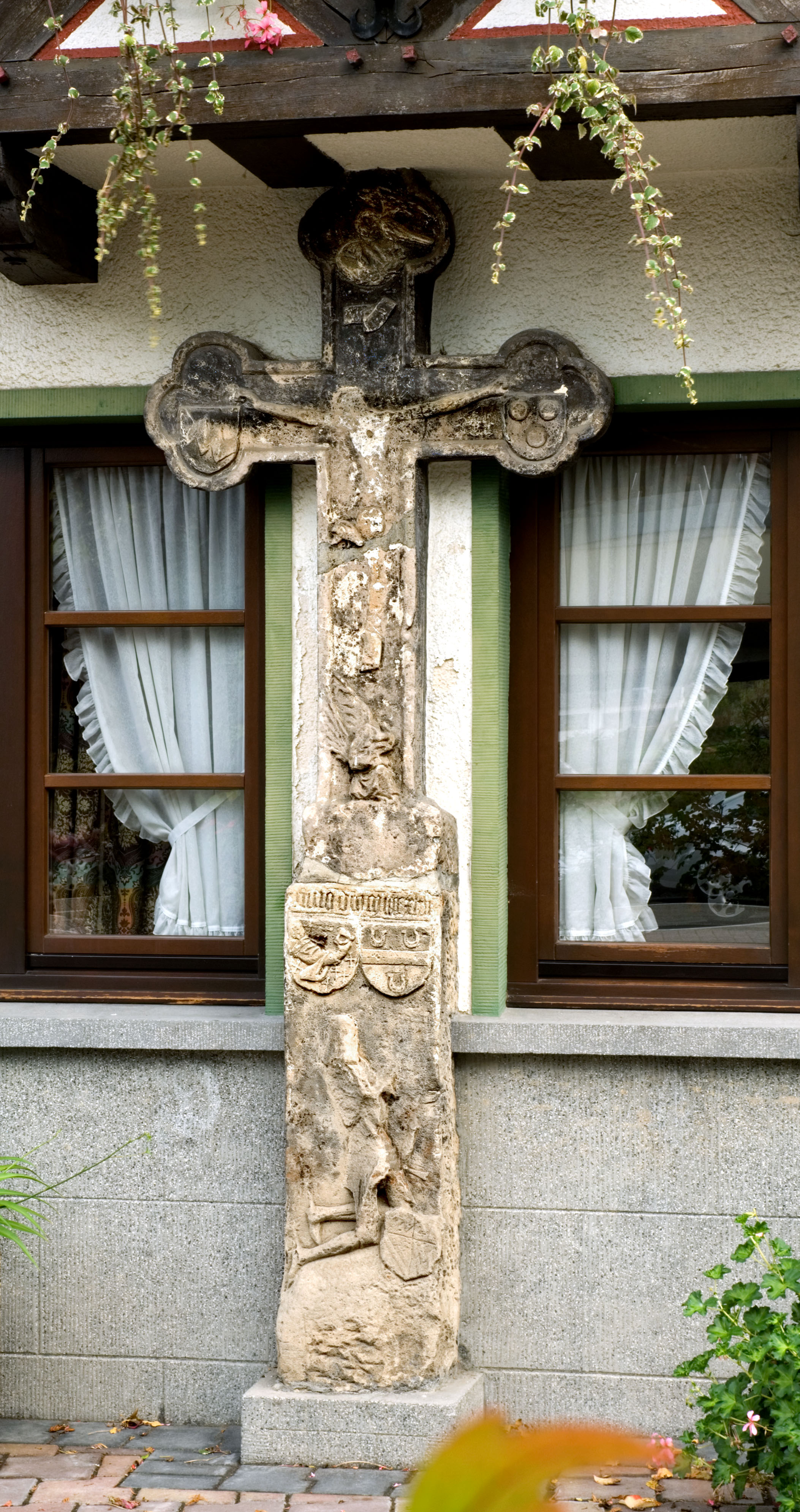
8. Spätgotisches Votivkreuz für Cuno von Pyrmont und Ehrenberg in Brodenbach a.d. Mosel.
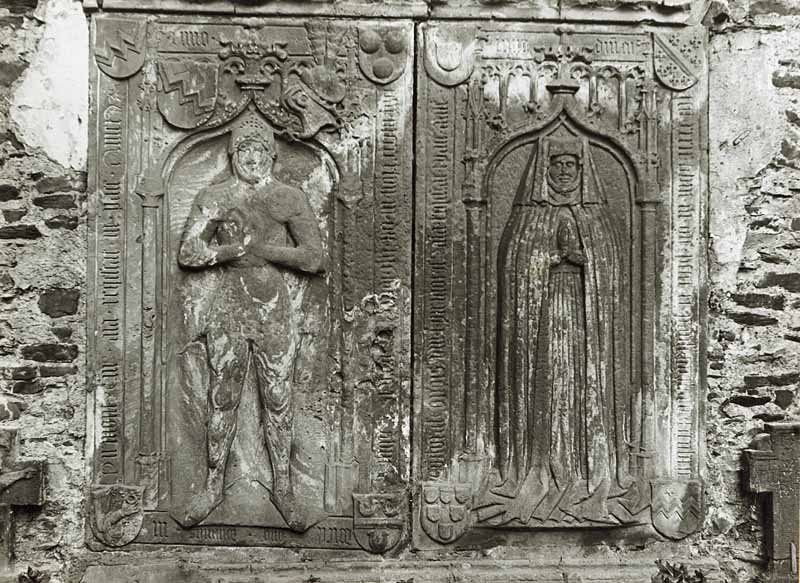
9. Grabplatten des Ehepaares von Pyrmont und von Ehrenberg. Sandstein Mitte des 15. Jhs. Stiftskirche St. Kastor in Karden a.d. Mosel